# کاترین لیوینگستن
کاترین لیوینگستن، (به انگلیسی: Catherine Livingstone) (زاده ۱۹۵۶) کارآفرین، بازرگان و مدیر ارشد اجرایی استرالیایی است، که در حال حاضر به‌عنوان مدیر عامل اجرایی و رییس هیئت مدیره شرکت‌های تلسترا و مکواری فعالیت می‌کند.